# Fashion Café

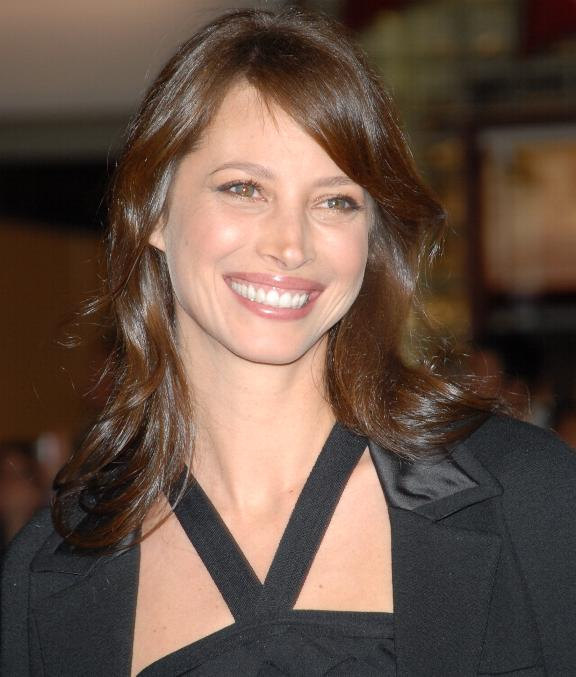
Christy Turlington im Jahr 2008. Turlington war eine der Investorinnen der Restaurantkette

Fashion Café war eine Restaurantkette mit Hauptsitz in New York City, zu deren Investoren beziehungsweise Werbeträgern unter anderem die Models Naomi Campbell, Elle Macpherson, Claudia Schiffer und Christy Turlington gehörten. Die erste Niederlassung der Kette wurde 1995 im Rockefeller Center, New York City eröffnet, weitere Niederlassungen waren für London, Südafrika, Barcelona und Mexiko-Stadt geplant. Das Unternehmenskonzept lehnte sich an das der 1991 gegründeten Restaurantkette Planet Hollywood an, zu deren Mitbesitzern die Schauspieler Sylvester Stallone, Bruce Willis, Demi Moore, Jackie Chan und Arnold Schwarzenegger gehörten.
Die Restaurantkette scheiterte innerhalb kurzer Zeit. Bereits 1998 war auf Grund der in New York City nicht gezahlten Steuern und Abgaben offensichtlich, dass die Kette in finanziellen Schwierigkeiten war. Die Niederlassung in New York City schloss 1998, die Niederlassung in London wurde letztlich nie eröffnet. Gegen die Restaurantgründer Francesco und Tommaso Buti wurde im Jahr 2000 der Vorwurf erhoben, sie hätten falsche Angaben über ihre persönlichen Investitionen in die Restaurantkette gemacht und Francesco Buti wurde noch im selben Jahr im Dezember verhaftet. Vorausgegangen waren öffentliche Klagen von Elle Macpherson und Naomi Campbell, dass Buti sie ermutigt habe, in die Kette zu investieren, und kurz darauf 25 Millionen von den Büchern der Kette „verschwunden“ seien. Claudia Schiffer trennte sich kurz darauf von dem Unternehmen und beklagte in einem Interview mit einem italienischen Magazin unter anderem, dass Naomi Campbell ihren Werbeverpflichtungen nicht nachgekommen sei.
Der Marketing-Experte Matt Haig führt als Gründe für den Misserfolg des Unternehmens unter anderem eine falsche Konzeption an: Models wären kein naheliegender Werbeträger für eine Restaurantkette mit einer ganz gewöhnlichen Speisekarte und Mode kein Thema, das Menschen hungrig mache. Die Restaurantkette Planet Hollywood, deren Konzept man nachzuahmen suchte, war 1995 bereits selber in finanziellen Schwierigkeiten, weil sich mit diesem Konzept zwar Neugierige anlocken, sich jedoch keine langfristig tragende Kundenbasis finden ließ. Die von den Werbeträgerinnen öffentlich ausgetragenen Streitigkeiten wurden zwar in der Presse ausführlich kommentiert, es war jedoch nicht die positive Presse, die zu einem Unternehmenserfolg hätte beitragen können.

## Einzelbelege
1. 1 2   1 Susan Saulny: "Businessmen Who Created Fashion Cafe Are Hit With Fraud Charges." New York Times vom 12. Dezember 2000. Aufgerufen am 14. April 2014.
2. 1 2 3  Matt Haig: Brand Failures. Kogan Page Limited, London 2011, E-ISBN 9780749463007. S. 141.
3. ↑  Matt Haig: Brand Failures. Kogan Page Limited, London 2011, E-ISBN 9780749463007. S. 140.